# یوردائر اوکور
یوردائر اوکور (انگلیسی: Yurdaer Okur؛ زادهٔ ۲۹ اکتبر ۱۹۷۴) بازیگر اهل ترکیه است. وی از سال ۱۹۹۹ میلادی تاکنون مشغول فعالیت بوده‌است.
از فیلم‌ها یا برنامه‌های تلویزیونی که وی در آن نقش داشته‌است می‌توان به محافظ، تأسیس: عثمان اشاره کرد.